# 道の駅山田錦発祥のまち・多可
道の駅山田錦発祥のまち・多可（みちのえき やまだにしきはっしょうのまち・たか）は、兵庫県多可郡多可町にある国道427号の道の駅である。

## 施設
- 駐車場
  - 普通車 22台
  - 大型車 4台
  - 身障者用 2台
- トイレ
  - 男（小）3器、（大）1器
  - 女 5器
  - 身障者用 2器
- 軽食コーナー
- 休憩所
- 特産品農産物直売所
- 情報コーナー
- 公衆電話